# Letalski vijak
Letálski viják ali tudi propéler oz. elísa je naprava z najmanj dvema listoma oz. krakoma, ki spreminjata silo vrtenja v vlečno ali potisno silo vozila, najpogosteje letala.
Letalski vijak je ena od oblik pogona letala. Z vrtenjem letalski vijak ustvarja vzgon, ki pa namesto navzgor (kot je to pri letalskem krilu) v tem primeru letalo vleče naprej - vlačilec (traktor) V nekaterih primerih je propeler nameščen za motorjem - to se imenuje potisnik (pusher).

## Zasnova propelerja
Propeler sestoji iz več krakov, ki so namešeni na pestu. Prerez krakov je zelo podoben profilu letalskega krila, vendar s to razliko, da ima zaradi nižje obodne hitrosti ob pestu profil krakov večjo debelino in vpadni kot, proti koncem pa se debelina in vpadni kot zmanjšujeta zaradi naraščanja obodne hitrosti.
Število krakov je odvisno od potiska in moči motorja, ki ga poganja. Večji potisk zahteva večje število krakov, kar obenem zmanjšuje tudi hrup propelerja. So pa propelerji z večjim številom krakov nekoliko manj učinkoviti, saj je vpliv turbulence krakov na sosednje krake večji, kot pri propelerjih z manjšim številom krakov. V praksi se uporabljajo propelerji z največ petimi kraki; nadaljnje povečevanje števila krakov pa zmanjša propustnost propelerja za zračni tok, zaradi česar izkoristek pade.
Na potisk propelerja vplivata tudi premer krakov in vrtilna hitrost. Premer krakov je omejen z razpoložljivim prostorom (razdalja do trupa oz. razdalja od tal), vrtilna hitrost pa s hitrostjo konic krakov, ki ne sme preseči hitrosti zvoka, sicer zaradi udarnih valov učinkovitost pade, na račun povečanih vibracij in hrupa.

## Vrste propelerja
Kraki propelerja so lahko:
- fiksni, kjer je vpadni kot krakov nespremenljiv in zato optimalen le pri ozkem območju potovalnih hitrosti.
- nastavljivi, pri katerih se da ročno nastaviti vpadni kot krakov, da se zagotovi optimalno delovanje v širšem razponu hitrosti.
- samodejno nastavljivi; naprava sama prestavlja krake v najprimernejšo lego glede na hitrost letala oz. režim letenja; npr. propeler s konstantnimi vrtljaji
- reverzibilni; med delovanjem se lahko nastavi krake, tako da začne letalo potiskati v nasprotno smer - zavirati.[3] Potisk v nasprotno smer je sorazmerno majhen, večina zaviranja je zaradi povečanega zračnega upora, ki pri tem nastane.

## Moment propelerja
Zaradi delovanja propelerja se pojavljajo naslednji učinki:
- Moment zaradi vrtenja propelerja poskuša zavrteti letalo okoli vzdolžne osi v nasprotni smeri vrtenja propelerja.
- Vrtenje propelerja povzroča vrtinčenje zračnega toka za propelerjem v smeri vrtenja propelerja. Ta zračni tok zadeva površino smernega (navpičnega) stabilizatorja in povzroča zavijajne letala po navpični osi v nasprotno smer od vrtenja propelerja. Ta pojav je najbolj izrazit pri nizkih hitrostih in veliki vrtilni hitrosti propelerja (npr. ob vzletu), kar zahteva popravke po smeri.
- Zaradi vrtenja propelerja in gibanja letala naprej je relativna hitrost zračnega toka ob krakih, ki se gibljejo navzdol, nekoliko večja od relativne hitrosti zračnega toka ob krakih, ki se gibljejo navzgor. Posledica je večji potisk krakov v gibanju navzdol, kar povzroča vrtenje letala okoli navpične osi v nasprotni smeri vrtenja propelerja. Ta učinek je pri veliki večini letal šibkejši od vpliva vrtinčenja zračnega toka za propelerjem.

## Nastavljanje propelerja na nož
V primeru odpovedi motorja se propeler s spremenljivim korakom lahko nastavi na nož. Če se propelerja ne nastavi na nož, se bo ta kljub odpovedanemu (ali izklopljnem) motorju še vedno vrtel zaradi premikajočega zraka  - avtorotacija, kar zelo poveča zračni upor. Poleg tega je propeler fiksno povezan z motorjem in tako pride tudi do t. i. "motorskega" zaviranja. Možnosti nastavitve na nož nimajo vsi propelerji s spremenljivim korakom, so pa pogosti pri večmotornih propelerskih letalih, kjer je ob odpovedi enega od motorjev zaželeno čim bolj zmanjšati vrtenje letala okoli navpične osi v smeri okvarjenega motorja.
Med drugi načini uporabe letalskega vijaka bi lahko omenili pogon plovil, kot so posebni airboat čolni za gibanje po močvirjih ali ladje na zračni pogon (t. i. hoverkraft).

## Galerija
- V izhodiščni položaj postavljeni mirujoči kraki letalskega vijaka letala Lockheed Martin C-130 Hercules
- Klasični trilistni letalski vijak
- Večlistni letalski vijaki v delovanju
- Pri letalu Convair B-36 Peacemaker so motorji letalo potiskali, ne vlekli.
- Prerez letalskega vijaka Hamilton Standard. Ta tip letalskega vijaka so med 2. svetovno vojno uporabljala številna ameriška lovska letala, bombniki in transportna letala.
- Profil letalskega vijaka je zelo podoben profilu letalskega krila.
- Civilni hoverkraft

## Proizvajalci letalskih propelerjev
- Dowty Rotol
- McCauley Propeller Systems
- Hartzell Propeller
- Sensenich Propeller